# Inga Varg

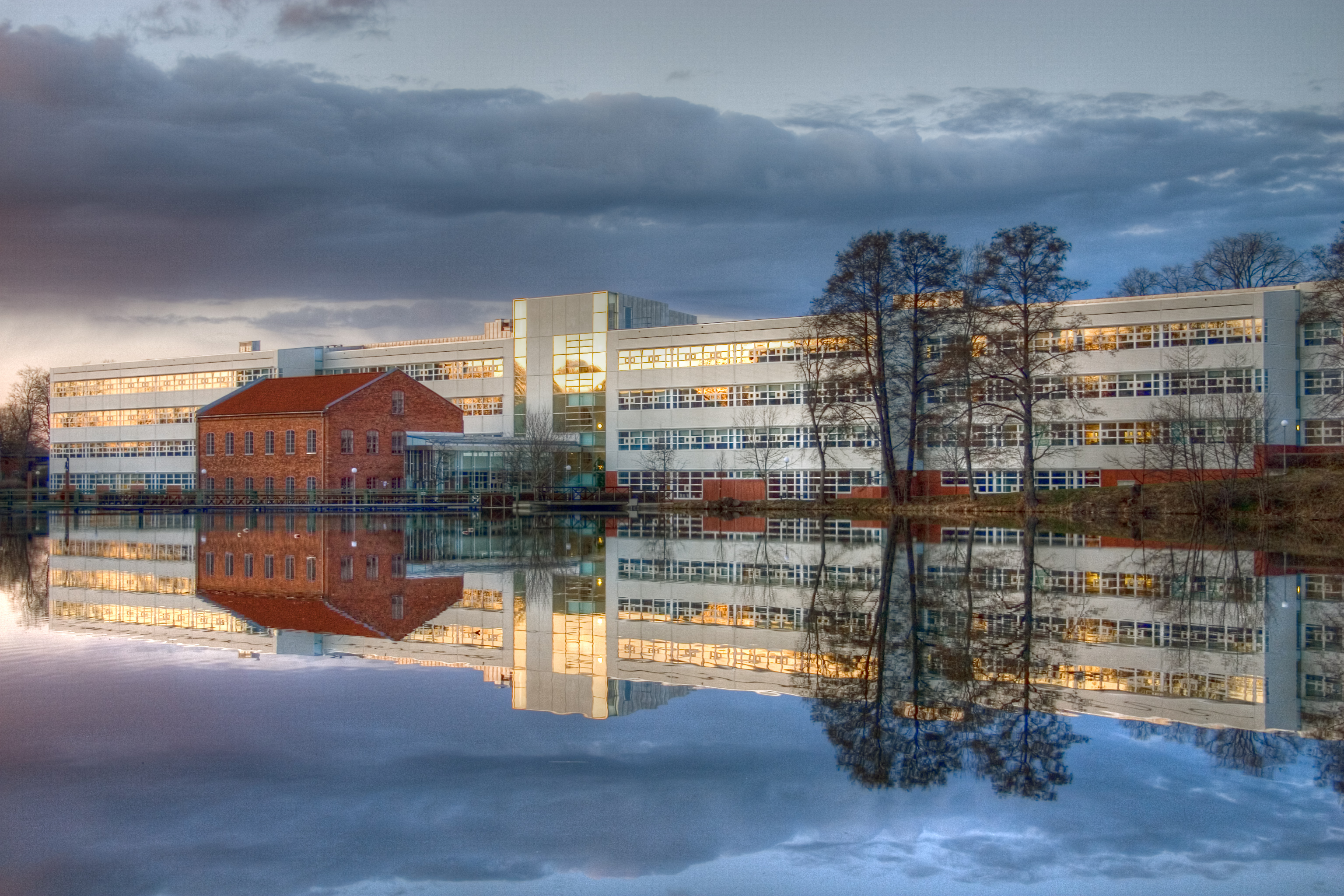
Tekniska verken i Linköping

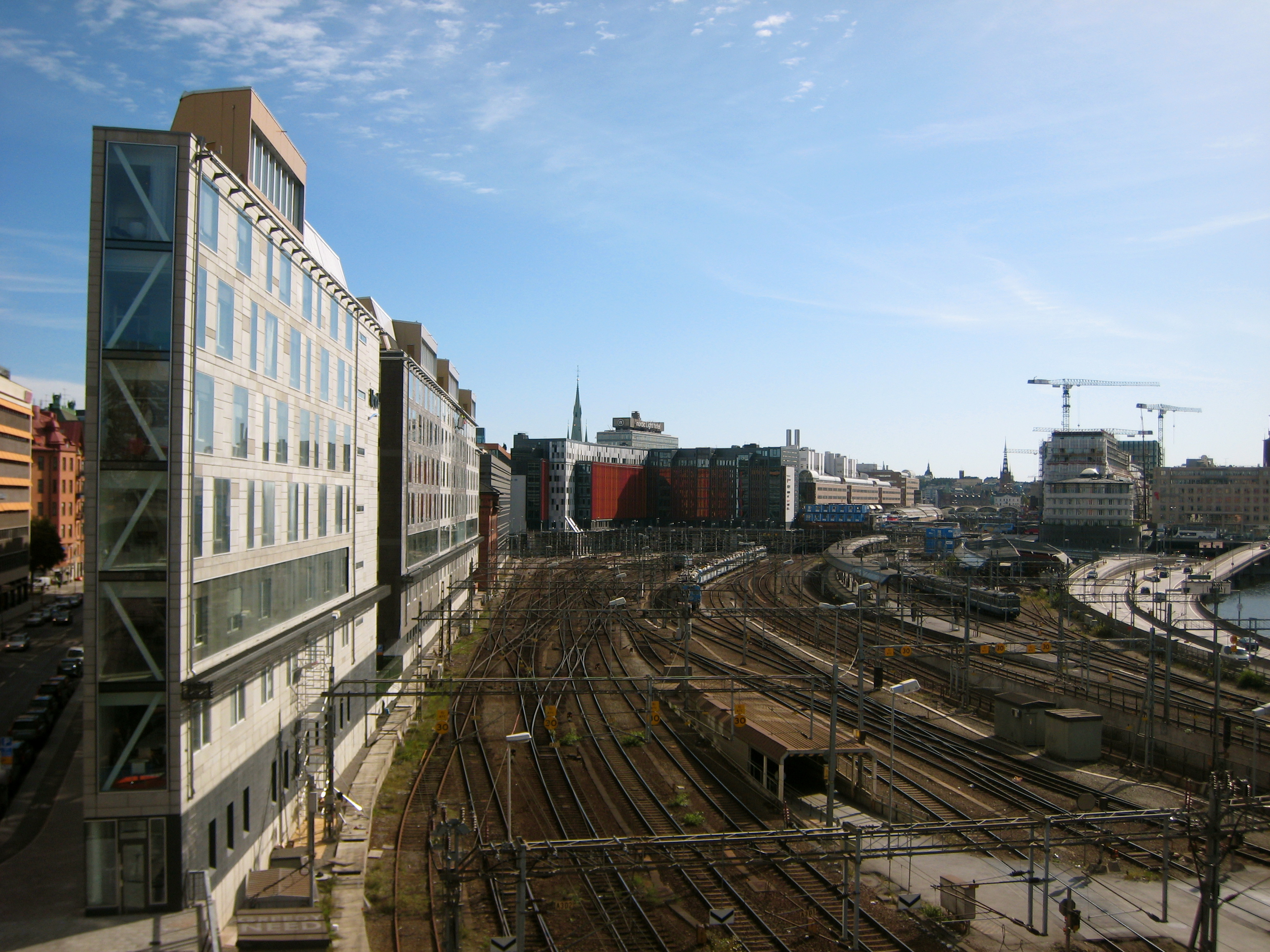
Flat Iron Building, Stockholm.

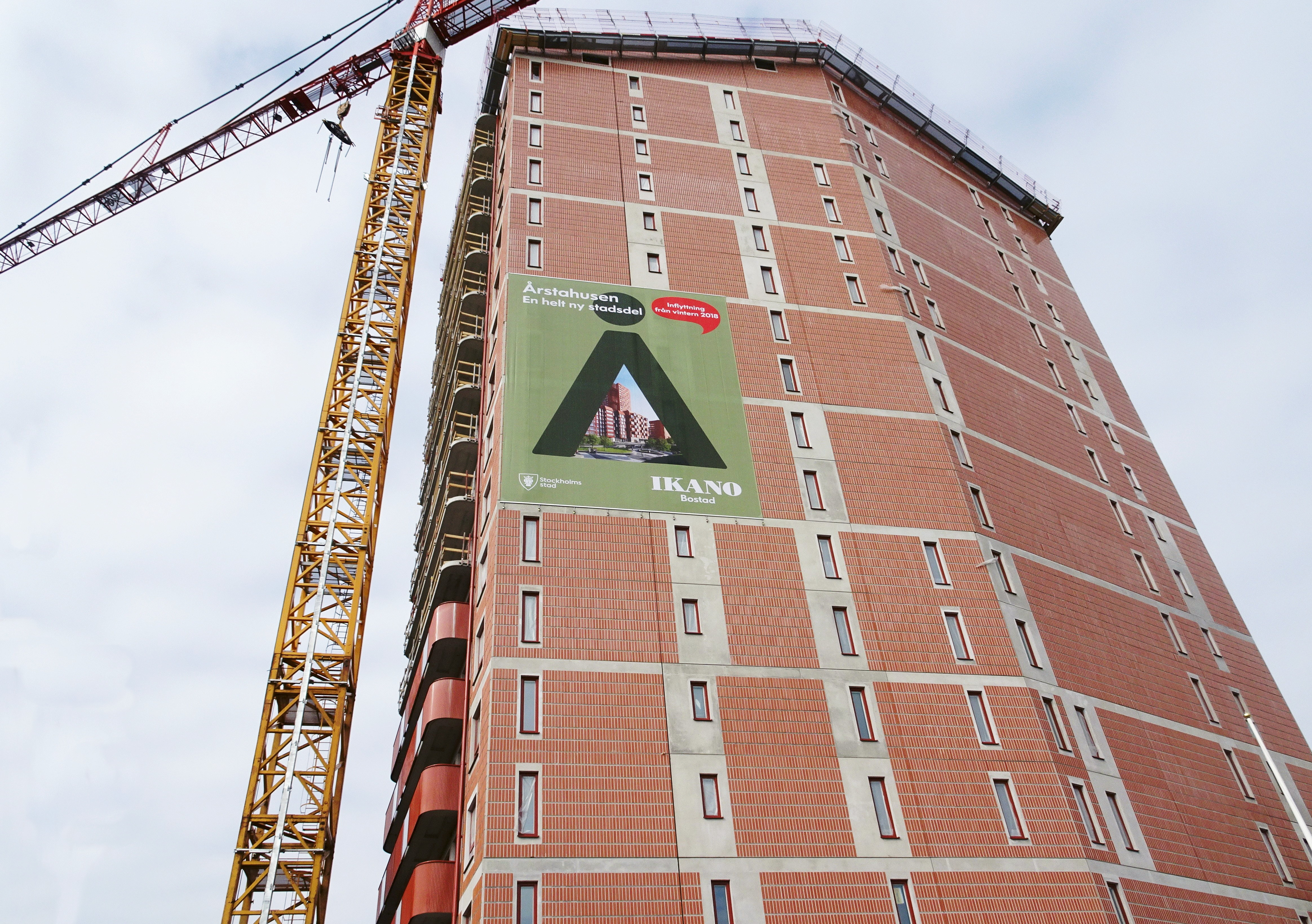
Årstahusen i Liljeholmen, Stockholm, under uppförande, mars 2018.

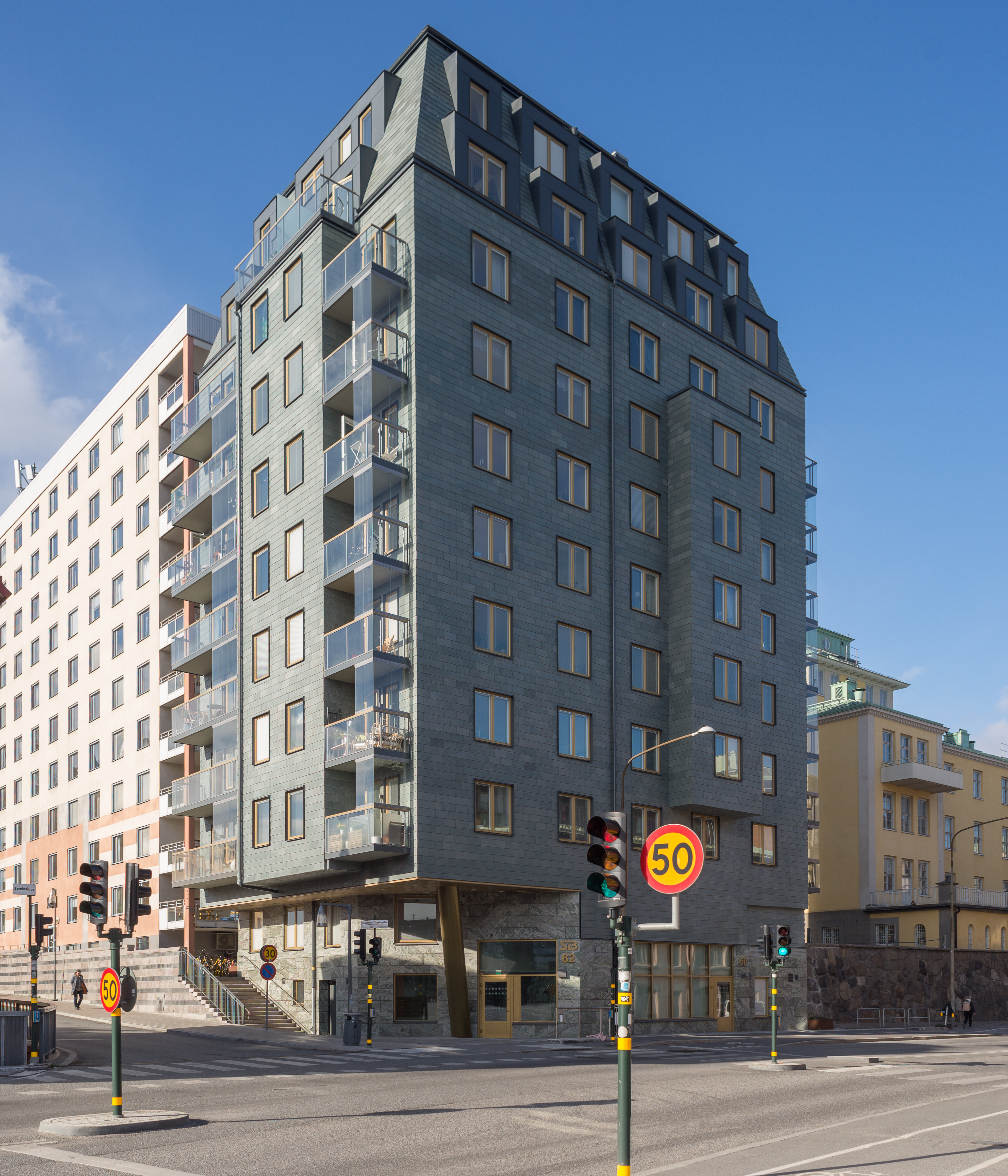
Tegnérs torn i april 2020.

Inga Margareta Varg, född 28 december 1952 i Linde församling, Örebro län är en svensk arkitekt. Hon driver sedan 2014 arkitektkontoret Varg Arkitekter.
Varg har tilldelats flera priser, bland annat Svensk Betongs arkitekturpris och Kasper Salin-priset. Hon är utbildad vid Arkitekturskolan KTH i Stockholm och driver sedan 2014 Varg Arkitekter. Hon drev tidigare  Rosenbergs Arkitekter tillsammans med den Alessandro Ripellino. Inga Varg har uppdrag inom stadsbyggnad, arkitektur och inredning.

## Biografi
Direkt efter sin arkitektexamen 1978 började Inga Varg arbeta på Lars Brydes Arkitektkontor. Lars Bryde hade då lämnat de storskaliga stadsbyggnads- och bostadsprojekten bakom sig och arbetade huvudsakligen med så kallade infill-projekt i Stockholms innerstad där Inga Varg blev delaktig i ett flertal tävlingar och uppförda bostadsprojekt, bland annat kv Täppan på Södermalm. År 1983 började Varg på Rosenberg & Stål Arkitektkontor och 1992 blev hon delägare i kontoret som kom att heta Rosenbergs Arkitekter. Sedan 2014 leder hon det egna kontoret Varg Arkitekter. 
I april 2013 valdes Inga Varg in som Stockholms skönhetsråds trettonde ledamot. Sedan 2019 är hon rådets ordförande. 
Inga Varg har under sina år som arkitekt även undervisat i bostadsplanering och skissmetodik på Arkitekturskolan KTH samt varit en flitigt anlitad jurymedlem för Kasper Salin-priset, Svenska betongföreningens pris, Stora Samhällsbyggarpriset, för arkitekttävlingen om det ej uppförda Nobel Center på Blasieholmen och som återkommande ledamot i Sveriges Arkitekters tävlingar.

### Utmärkelser
- 2010 vinnare av Svensk Betongs arkitekturpris för Flat Iron Building[3].
- 2010 tredje plats i Årets Stockholmsbyggnad för Flat Iron Building.
- 2003 nominerad till Kasper Salin-priset för nybyggnationer av Zanderska huset, undervisningslokaler för Karolinska institutet i Flemingsberg.
- 2000 nominerad till Betongelementföreningens arkitekturpris för Ericssons utvecklingskontor i Mjärdevi Science Park, Linköping
- 1994 vinnare av Kasper Salin-priset för Tekniska Verkens huvudkontor, Linköping (tillsammans med Gustaf Rosenberg)

### Verk i urval
- Tekniska Verken i Linköping (tillsammans med Gustaf Rosenberg)
- Zanderska huset, undervisningslokaler för Karolinska institutet, Flemingsberg.
- Sollentuna Simhall (om- och tillbyggnad)
- Kontors- och utvecklingslokaler för Ericsson i kv. Kabelverket, Älvsjö (tillsammans med Gustaf Rosenberg)
- Planprogram för 1400 lägenheter i kv. Kabelverket, Älvsjö
- Norrviksstrand, Sollentuna.
- Bostäder i kv Gladan på Kungsholmen.
- Flat Iron Building, kontorshus på Torsgatan, Stockholm
- Bostäder i Norra Djurgårdsstaden.
- Årstahusen i Liljeholmen, Stockholm
- Kvarteret Hjulmakaren (Stadshuslunden) Bostadsrätter i Rissne, Sundbyberg
- Tegnérs Torn, Stockholm